# Elecciones parlamentarias de Azerbaiyán de 2020
Las elecciones parlamentarias de Azerbaiyán de 2020 se celebraron en Azerbaiyán el 9 de febrero de 2020.

## Trasfondo
El presidente de la República de Azerbaiyán, Ilham Aliyev, firmó el 5 de diciembre de 2019 una orden sobre la disolución de la Asamblea Nacional de la República de Azerbaiyán y la celebración de las elecciones parlamentarias anticipadas el 9 de febrero de 2020.
Se preveía convocar las siguientes elecciones en noviembre de 2020.

## Resultados
|                                    |                                                     |           |       |         |     |  |  |  |  |
| Partido                            | Partido                                             | Votos     | %     | Escaños | +/– |  |  |  |  |
|                                    | Nuevo Azerbaiyán                                    |           |       | 72      | +3  |  |  |  |  |
|                                    | Partido Cívico de Solidaridad                       |           |       | 3       | +1  |  |  |  |  |
|                                    | Frente Popular de Todo Azerbaiyán                   |           |       | 1       | 0   |  |  |  |  |
|                                    | Partido Gran Orden                                  |           |       | 1       | 0   |  |  |  |  |
|                                    | Partido de la Madre Patria                          |           |       | 1       | 0   |  |  |  |  |
|                                    | Partido por las Reformas Democráticas               |           |       | 1       | 0   |  |  |  |  |
|                                    | Partido de la Unidad                                |           |       | 1       | 0   |  |  |  |  |
|                                    | Partido de la Unidad Cívica                         |           |       | 1       | 0   |  |  |  |  |
|                                    | Partido de la Ilustración Democrática de Azerbaiyán |           |       | 1       | 0   |  |  |  |  |
|                                    | Partido de la Prosperidad Social de Azerbaiyán      |           |       | 0       | –1  |  |  |  |  |
|                                    | Partido del Movimiento Nacional de Avivamiento      |           |       | 0       | –1  |  |  |  |  |
|                                    | Partido Socialdemócrata de Azerbaiyán               |           |       | 0       | –1  |  |  |  |  |
|                                    | Candidatos independientes                           |           |       | 43      | 0   |  |  |  |  |
| Votos nulos/en blanco              | Votos nulos/en blanco                               |           | –     | –       | –   |  |  |  |  |
| Total                              | Total                                               | 2,247,092 | 100   | 125     | 0   |  |  |  |  |
| Votantes registrados/participación | Votantes registrados/participación                  | 5,329,460 | 47.81 | –       | –   |  |  |  |  |
| Fuente: OC Media                   |                                                     |           |       |         |     |  |  |  |  |